# Wspólnota administracyjna Pfullendorf
Wspólnota administracyjna Pfullendorf – wspólnota administracyjna (niem. Vereinbarte Verwaltungsgemeinschaft) w Niemczech, w kraju związkowym Badenia-Wirtembergia, w rejencji Tybinga, w regionie Bodensee-Oberschwaben, w powiecie Sigmaringen. Siedziba wspólnoty znajduje się w mieście Pfullendorf.
Wspólnota administracyjna zrzesza jedno miasto i trzy gminy wiejskie:
- Herdwangen-Schönach, 3 327 mieszkańców, 36,52 km²
- Illmensee, 1 997 mieszkańców, 24,92 km²
- Pfullendorf, miasto, 13 065 mieszkańców, 90,56 km²
- Wald, 2 728 mieszkańców, 43,87 km²